# Udvaranje
Udvaranje ili snubljenje izraz je kojim se opisuje nečije nastojanje, da se s potencijalnim partnerom započne intimna veza dugoročne i stabilnije prirode, u pravilu brak. 
Prilikom udvaranja udvarač potencijalnoga partnera nastoji uvjeriti da je "dobra prilika", a takva nastojanja mogu biti neformalne i privatne prirode, odnosno javni događaji uz sudjelovanje i pristanak obitelji osobe kojoj se udvara. U većini kultura u svijetu smatra se, da udvaranje započinje muškarac. Razdoblje udvaranja ponekad se vidi kao preteča zarukama.
Udvaranje sadrži niz aktivnosti kojima je cilj bilo upoznati potencijalnoga partnera, bilo ostaviti najbolji mogući dojam; ona se mogu kretati od privatnih razgovora (preko telefona) ili prepiske (preko mobitela) do zajedničkih izlazaka, koji uključuju posjete restoranima, sportskim manifestacijama, kulturnim priredbama, plesovima i sl. Načini i prakse upoznavanja značajno variraju od zemlje do zemlje i tijekom vremena. Dvije vrste udvaranja su univerzalne: osmijeh i kontakt očima indikatori su udvaranja skoro svuda na svijetu i vrijede za oba spola. Hodanje je oblik udvaranja. 
Udvaranje je relativno nedavna pojava, koja se uglavnom pojavila u posljednjih nekoliko stoljeća. Sa stanovišta antropologije i sociologije, udvaranje se povezuje s drugim institucijama, kao što su brak i obitelj, koje se također mijenjaju i koje su bile podložne mnogim silama, uključujući napredak tehnologije i medicine. Povijesno, brakove su u mnogim društvima ugovarali roditelji i stariji srodnici pri čemu ljubav nije bila cilj već potomstvo i „ekonomska stabilnost i političko savezništvo”, po tvrdnjama antropologa. Shodno tome, bilo je malo potrebe za privremenim probnim razdobljem, poput izlaska prije nego što je između muškarca i žene uspostavljena trajna unija koja je priznata u zajednici. Društvo često zahtijeva, da se ljudi vjenčaju prije nego imaju spolni odnos, a mnoga su društva otkrila da je neka formalno priznata veza između muškarca i žene najbolji način odgoja i obrazovanja djece, kao i pomoć u izbjegavanju sukoba i nesporazuma u vezi s konkurencijom za partnere.
Od pojma udvaranja širi je pojam zavođenje.
Izraz udvaranje također se koristi i za opisivanje sličnih fenomena u životinjskom svijetu.